# Museu Fonográfico Tuneril
O MFT - Museu Fonográfico Tuneril é um museu virtual, único no género, no mundo, que apresenta as imagens dos trabalhos fonográficos produzidos pelas tunas académicas portuguesas.

## História
O MFT nasceu em 2013, pela mão de Ricardo Tavares e Jean-Pierre Silva – seu actual curador e responsável, no âmbito do trabalho desenvolvido pelo CoSaGaPe, decorrente da necessidade de realizar uma catalogação minuciosa de tudo quanto havia sido editado, em Portugal, pelas tunas académicas, complementando a primeira lista de existência publicada na obra QVID TVNAE?

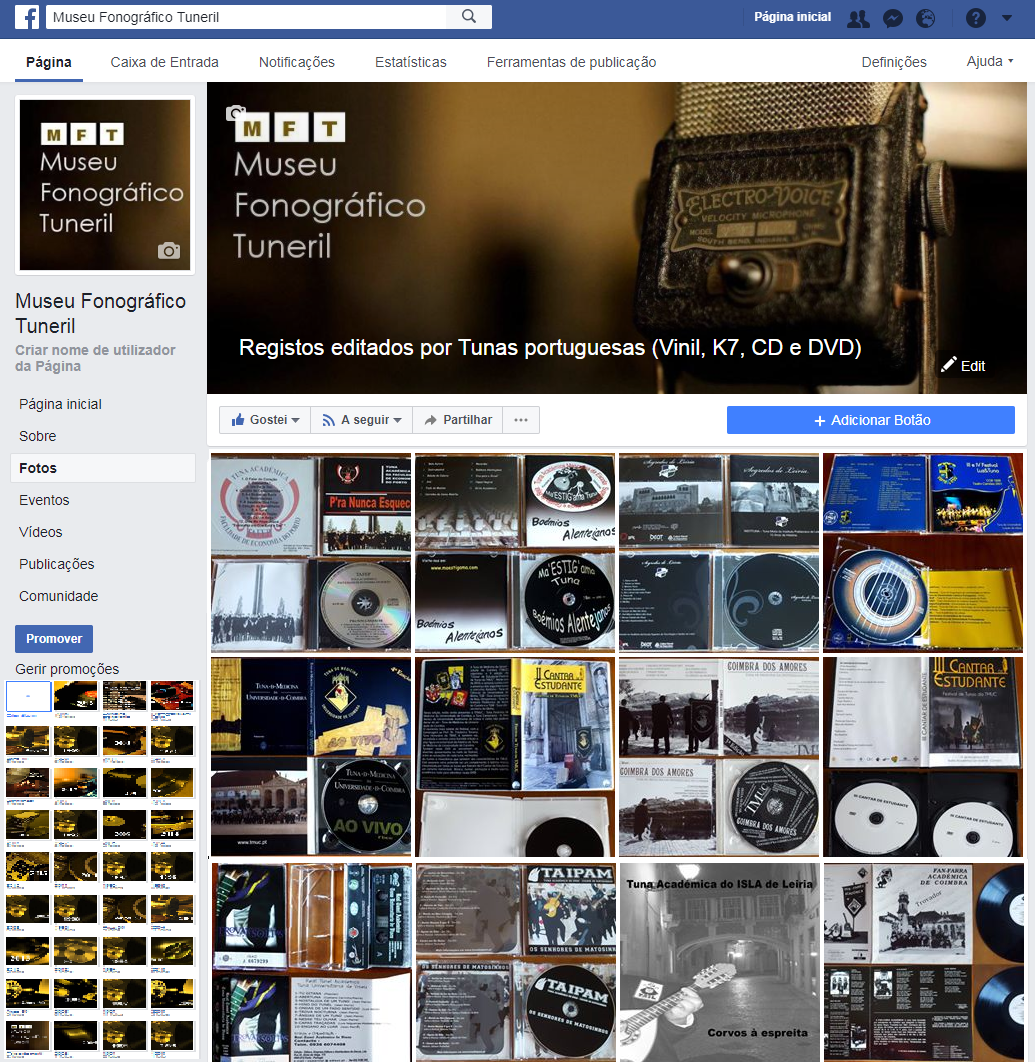
Página FB onde todo o acervo é partilhado online.

Considerou-se essencial conhecer tudo quanto havia sido editado, em termos de discografia, pelas tunas académicas portuguesas, procurando coligir, catalogar e promover esse amplo acervo que estava espalhado e sob risco, em muitos casos, de ficar obliterado.
Com efeito, um considerável número de títulos tinha sido produzido em pequena escala (usualmente entre 500 e 1000 exemplares), logo absorvidos localmente (por familiares e amigos), não chegando ao conhecimento do grande público (sobretudo da comunidade tunante portuguesa).
Era, pois, essencial recuperar e dar visibilidade a toda essa produção, em parte quase desconhecida e em vias de ficar irremediavelmente perdida no esquecimento, partilhando todo esse legado quer com os próprios contemporâneos quer com as gerações vindouras.

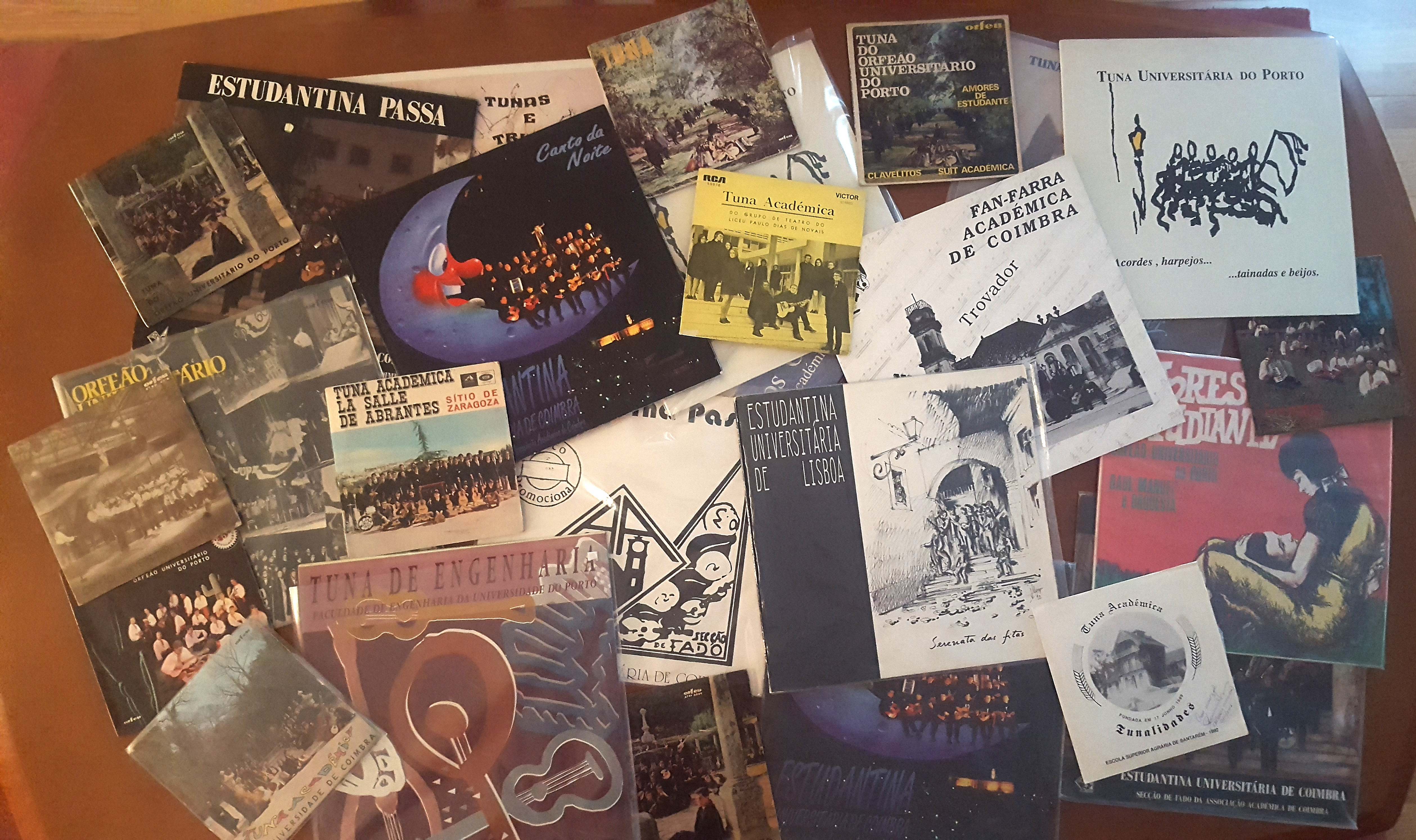
Alguns dos discos em vinil que integram a colecção do museu.

O MFT propôs-se, portanto, realizar esse trabalho de recolha e promoção, apresentando imagens de todos esses trabalhos produzidos, numa página de Facebook, que as pessoas podem consultar, permitindo, assim, descobrir muitos discos até então desconhecidos ou, ainda, a associar o nome das edições à memória visual das mesmas.

### Funcionamento
O MFT, como museu virtual que é, assenta no acervo pessoal dos seus colaboradores, possuindo uma galeria organizada de imagens de toda a fonografia reunida. A equipa de colaboradores conta, entre outros, com Ricardo Tavares, Eduardo Coelho, João Paulo Sousa, Paulo Cunha Martins (já falecido), José Rosado e, como curador, Jean-Pierre Silva.

## Acervo
O MFT conseguiu, até agora, identificar e repertoriar quase 3 centenas de títulos (discos em vinil, K7, VHS, CD e DVD's), maioritariamente constituídos por trabalhos produzidos a partir de meados da década de 1980, sendo que concorrem para essa produção pouco mais de sessenta tunas.

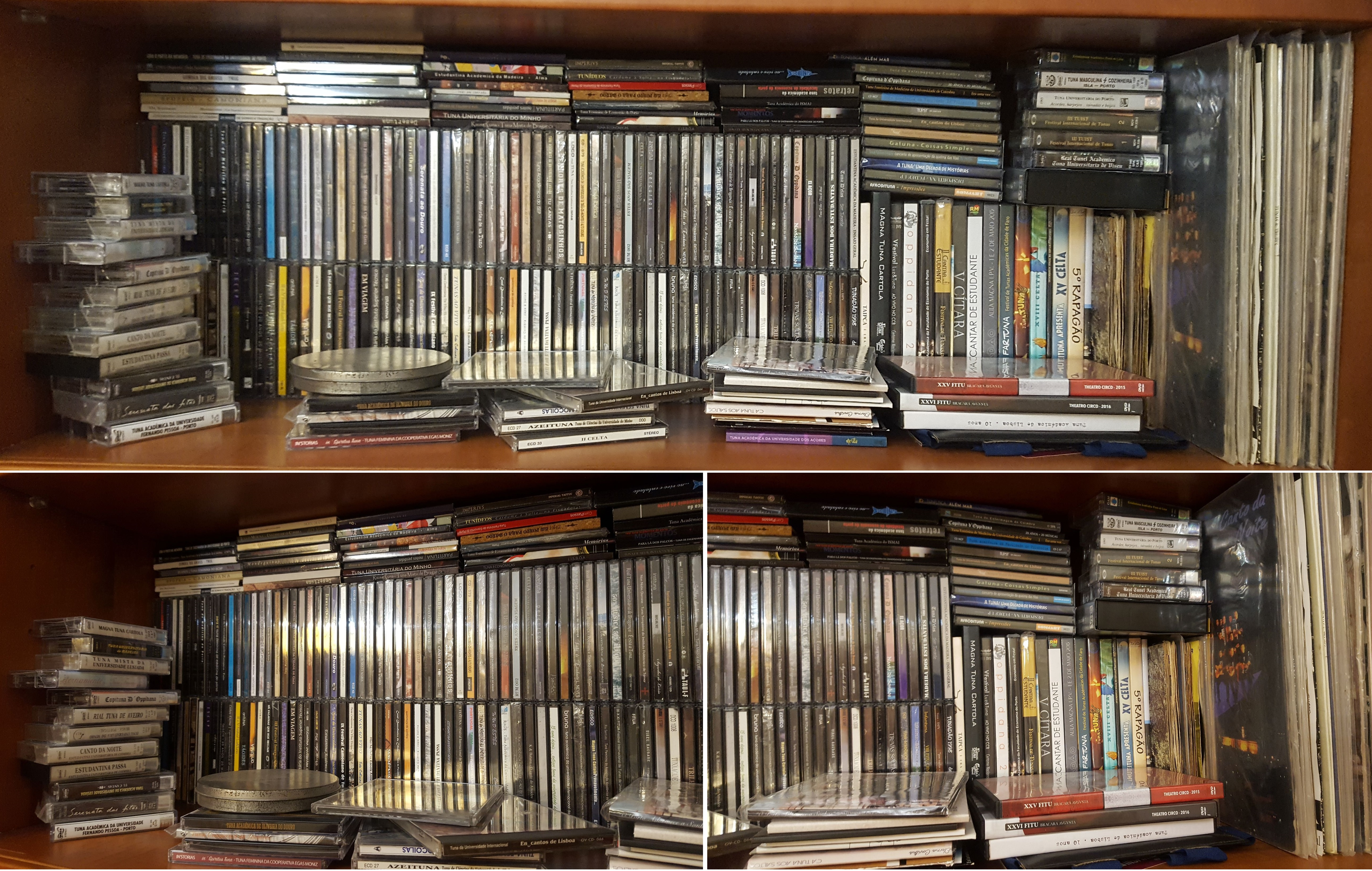
O acervo do MFT é constituído por cerca de 3 centenas de títulos entre discos em vinil (EP e LP's), K7, VHS, CD e DVD's).

A Tuna que possui mais trabalhos editados é a Tuna Universitária do Porto, embora sob chancela do Orfeão Universitário do Porto (ao qual pertence), com 10 discos e 1 DVD editados. Segue-se a Azeituna, com 7 discos e 3 DVD editados; a Estudantina Universitária de Coimbra, com 7 discos e uma cassete em VHS; a Tuna Académica de Coimbra, com 5 CD e um disco EP; a Tuna de Medicina da Universidade de Coimbra, com 5 CD - os mesmos 5 que a Infantuna de Viseu; a Tuna Académica da Universidade Fernando Pessoa do Porto, com 4 CD e uma cassete, bem  como a Tuna de Economia do Porto, com 4 CD e 1 DVD ou, ainda, a Tuna do ISEP, com 3 CD e 2 cassetes. Com 4 trabalhos discográficos temos, ainda, a Tuna de Medicina do Porto e a anTÚNia.
Em termos de expressão por distritos, a partir de 1989 (e até 2025), o do Porto apresenta 91 trabalhos, seguindo-se Coimbra, com 49; Lisboa, com 36, Braga com 29; Viseu, com 13 e Castelo Branco com 10, com todos os restantes (e ilhas) abaixo da dezena. À data (2025), apenas o distrito de Portalegre não apresenta qualquer tuna com trabalho fonográfico.